# Glaucia Nasser
Glaucia Nasser de Carvalho (Patos de Minas, 06 de fevereiro de 1963) é uma cantora e compositora brasileira. 
Além da música, atuou no setor do agronegócio em empresas privadas, nacionais e internacionais, esteve junto a instituições ligadas ao fomento e profissionalização do comércio e indústria, como Sebrae e Associações de Classe, além de contribuir com entidades filantrópicas ligadas à educação, o que lhe deu experiências em relacionamento humano, gestão e marketing - sempre focadas no desenvolvimento do Brasil para os brasileiros. 
Glaucia Nasser iniciou sua carreira artística em 2003, quando lançou seu primeiro CD, “Glaucia Nasser”. Em 2006, lançou “Bem Demais”, e, em 2008, “A Vida Num Segundo”, cuja canção “Amor Fugaz” lhe rendeu os prêmios de Cantora Revelação e Melhor Música no Projeto Quartas Musicais. Em 2011, lançou “Vambora”, que representou um crescimento significativo em sua carreira no mercado independente. Todos os álbuns foram gravados e lançados de forma independente.
Representante da nova geração de cantoras brasileiras, Glaucia foi sempre bem recebida pela crítica e elogiada por formadores de opinião - Nelson Motta ressaltou que "ela mostra muita personalidade e talento de compositora”, Roberto Menescal disse que ela tem “voz claríssima, cristalina, swing certo”, e Ivan Lins resumiu: “ela canta maravilhosamente bem”. 
Glaucia Nasser conquistou também o mercado internacional. Participou da coletânea “Acoustic Brazil” (2003), do selo nova-iorquino Putumayo, ao lado de nomes como Caetano Veloso, Gal Costa, Paulinho da Viola, Chico Buarque, dentre outros. A canção escolhida para essa coletânea fez parte também da trilha sonora de “The Visitor”, do diretor Thomas McCarthy.
Em 2011, Glaucia Nasser, junto com o compositor e violonista Chico Pinheiro, foi convidada a participar do Fine Arts Concerts, nos EUA. Foram os primeiros brasileiros a participar dessa série de concertos da rádio WDNA 88.9 FM, em Miami, que há 35 anos lidera em World Music no país. Na ocasião, Glaucia conheceu Sammy Figueroa, percussionista que é uma das maiores lendas vivas do Jazz latino, que veio ao Brasil em março de 2013 para se apresentar ao lado de Glaucia em São Paulo/SP, com lotação esgotada de público em um encontro emocionante que resultou em um disco, Talisman, lançado pela dupla na Europa, Rússia e América Latina. 
Em 2015, Glaucia Nasser, lançou um disco dedicado aos seus conterrâneos e grandes compositores mineiros. “Em Casa” é um retorno ao lar, com músicas mineiras ao som da viola e representa muito de sua história e origem. O disco foi lançado em São Paulo no espaço Tom Jazz e em 2016, em Belo Horizonte no Teatro Bradesco. Em 2016 a artista lançou o disco “Um Lugar”, que contém as canções favoritas de Juscelino Kubitschek, em um projeto que revive a trajetória desse ícone da história brasileira.  
Atualmente está em turnê com o espetáculo “JK, Um Reencontro com o Brasil”, que estreou em Brasília em 24 de maio de 2017, e trabalha na criação de seu novo CD, “Turmalina do Samba” - um passeio pela nossa História, via repertório de sambas que cantam a diversidade da cultura brasileira. 

## Discografia[3]
- (2016) Um Lugar
- (2015) Em Casa
- (2014) Talisman
- (2010) Vambora
- (2008) A Vida Num Segundo
- (2006) Bem demais
- (2003) Glaucia Nasser

## Coletâneas
- (2004) Acoustic Brazil